# Banner y Flappy
Banner y Flappy (japonés: Seton Dôbutsuki Risu no bannâ, alemán: Puschel, das Eichhorn) es una serie de dibujos animados japonesa basada en las narraciones de Ernest Thompson Seton, producida por la compañía Nippon Animation y estrenada el 7 de abril de 1979. En España fue emitida entre 1979 y 1980. Y ahora esta serie se puede ver en fuentes externas como YouTube. 
La serie fue dirigida por Yoshihiro Kuroda.

## Argumento
La serie narra la adaptación de la joven ardilla gris y blanca Banner a la difícil pero divertida vida en el bosque, después de haber sido criado por una gata. En su reencuentro con la naturaleza se integrará en una familia de ardillas a la que pertenece la coqueta Flappy una ardilla que destaca por su flor en la cabeza. Juntos vivirán innumerables aventuras.

## Personajes
- Banner (voz original: Noriko Tsukase) es una joven ardilla macho que lleva un cascabel al cuello. Fue criado por una gata, pero un fuego le obliga a huir al bosque donde se hace amigo de las ardillas salvajes. Su crianza felina le hace ser más valiente y duro que las otras ardillas, a veces ataca a depredadores mayores que él para salvar a sus amigos.
- Flappy (voz original: Keiko Yokozawa) es una ardilla hembra que lleva una flor en la cabeza. Le enseña a Banner como sobrevivir en la naturaleza y se siente muy atraída por él. En el episodio final Banner y Flappy, se casan y tienen tres hijos.
- Senior (voz original: Kazuomi Ikeda) es el abuelo de Flappy y el más sabio entre las ardillas y por eso toma las decisiones importantes de la comunidad.
- Clay (voz original: Masako Sugaya) es una ardilla muy joven, desde que Banner le salva de las garras de un zorro se convierten en grandes amigos. Su madre es la señora Loris.
- Loris (voz original: Hiroko Maruyama) es la sobreprotectora madre de Clay, ve con malos ojos la loca valentía de Banner hasta que este mismo la salva de un granjero.
- Gocha y Lador (Shigeru Chiba y Kaneta Kimotsuki) son dos personajes cómicos, al principio son contrarios a Banner, pero al final se hacen buenos amigos. Banner rescató a Lador de una tortuga.Gocha destaca por su frase "Yo me opongo".
- Acacho (Takeshi Aono) es el rival de Banner por el amor de Flappy, pero es demasiado presumido y arrogante.Al final se marcha del bosque.
- Abuelo Búho (Ichirō Nagai) es un búho que en el segundo capítulo intenta comerse a Banner, pero como este se defiende como un gato, se gana su respeto. Al principio las  demás ardillas le temen, pero poco a poco, durante la emocionante serie, se ganará la confianza de las ardillas. Muere por el disparo de un cazador, al interponerse para proteger a las ardillas.
- Gata (Ikuko Tani) es la madre adoptiva de Banner. Es la que le regaló su característico cascabel. Se tiene que separar por culpa de un incendio pero al final de la serie, vuelven a reunirse.

## Lista de episodios
- 1. El gatito era una ardilla
- 2. Los compañeros del bosque
- 3. La casa de Banner
- 4. ¿Quién es el ladrón?
- 5. La cola es un paracaídas
- 6. Todos somos amigos
- 7. Clay se fuga
- 8. Operación rescate
- 9. La fiesta de bienvenida
- 10. La escuela de ardillas
- 11. Nuestras amigas las rosas
- 12. Una excursión peligrosa
- 13. La tentación de las setas
- 14. El que más corre gana
- 15. El puercoespín trotamundos
- 16. Flapi la astrologa
- 17. El malentendido de Gocha
- 18. En otoño llega la cosecha
- 19. La caja de música
- 20. El abuelo búho nos deja
- 21. Adiós al bosque
- 22. En busca de un nuevo bosque
- 23. Una pelea peligrosa
- 24. Las aventuras en la ciudad "el reencuentro con la madre gata"
- 25. El viaje durante el invierno
- 26. El nuevo bosque

## Emisión en España
La primera vez que se emitió en España fue a través de la televisión pública RTVE. Se estrenó en TVE1 el viernes 7 de diciembre de 1979, dentro del programa contenedor "Un Globo, Dos Globos, Tres Globos". Se mantuvo en ese horario (viernes a las 19:00 horas) hasta su finalización, el 30 de mayo de 1980.
El doblaje para su emisión en TVE fue realizado en el estudio de grabación CINESON (Madrid) bajo la dirección de Luis Varela, e intervinieron las siguientes voces:
- Banner. Marisa Marco.
- Flappy. Ángela González.
- Narradora. María Dolores Díaz.
- Abuelo Búho. Pedro Sempson.
- Ladoor. Eloísa Mateos.
- Mamá Gata. Lola Herrera (1º episodio) y Matilde Conesa (el resto).
- Nen el ratón. Luis Varela.
- Non el ratón. Manuel Peiro.
- Clay. Matilde Vilariño.
- Senior. Marcial Gómez.
- Akacho. Amelia Jara.
- Oso. Antolín Garcia.